# Holotrichia nilgirina
Holotrichia nilgirina är en skalbaggsart som beskrevs av Moser 1913. Holotrichia nilgirina ingår i släktet Holotrichia och familjen Melolonthidae. Inga underarter finns listade i Catalogue of Life.